# 上海轨道交通浦江线
上海轨道交通浦江线，原名上海轨道交通8号线三期，是一条连接中国上海市闵行区浦江镇沈杜公路站至汇臻路站，是上海地铁运营的南北走向胶轮轨道系統线路，全长6.689公里，共设6座车站，于2018年3月31日通车运营。

## 概览

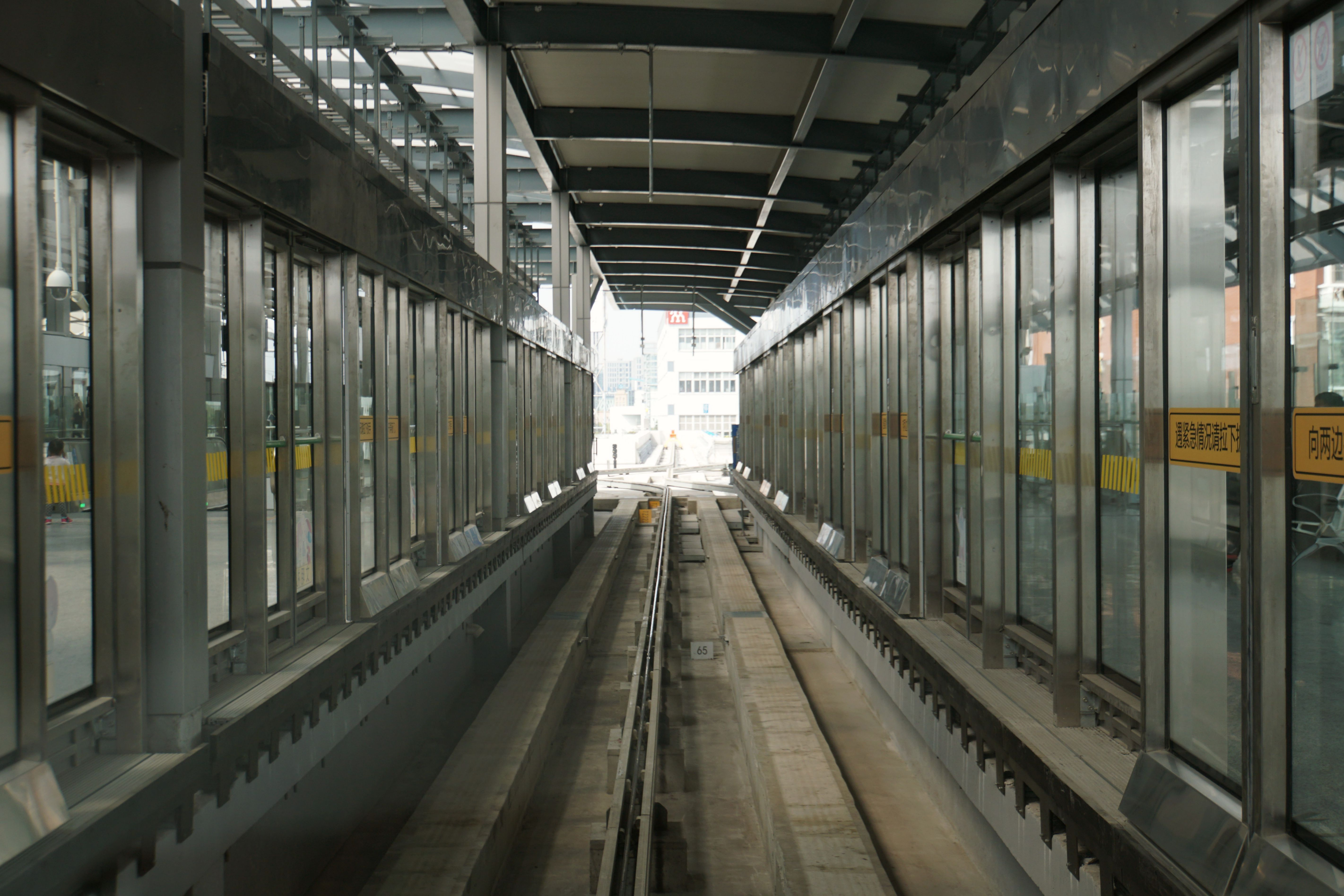
沈杜公路站采用西班牙式月台设计，开两边门

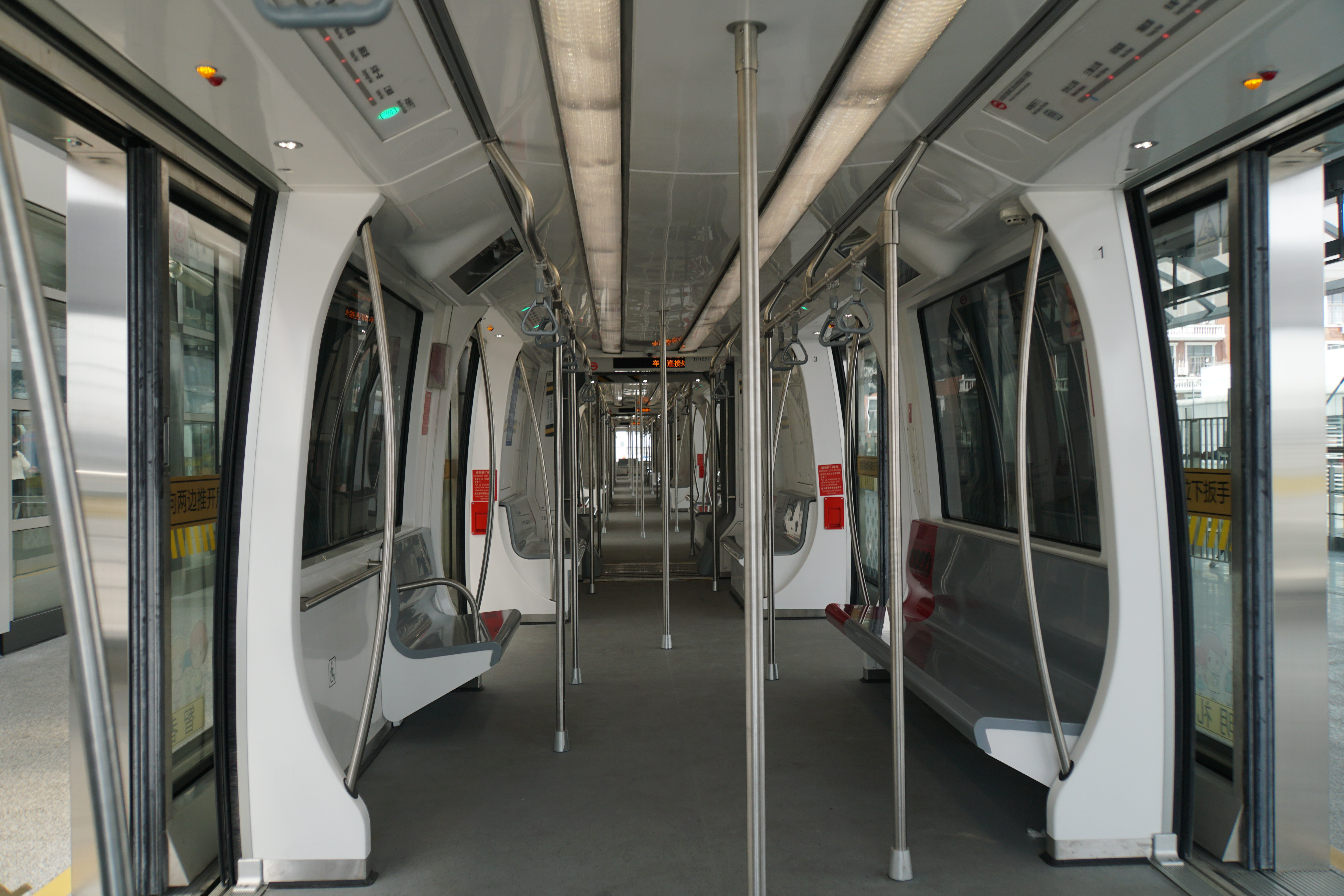
浦江线列车内部

线路北起上海轨道交通8号线沈杜公路站，南至汇臻路站，全长6.689公里，全部采用高架线，共设6座车站。工程总投资31.77亿元。由沈杜公路站引出，经浦江镇停车场北侧绿化带走行至三鲁路后向南，至闸航路后向西南方向拐入规划汇臻路，终于闸航路汇臻路口。
采用庞巴迪Innovia APM300型胶轮路轨系统列车，于2017年1月运抵浦江镇停车场。是全球第一条使用Innovia APM 300的城市通勤线路，在此之前300系列只在迪拜、慕尼黑和吉达的机场捷运使用。线路由上海申通地铁集团有限公司与法国凯奥雷斯（KEOLIS）集团合资组建的上海申凯公共交通运营管理有限公司先期运营五年。
全线采用±375V带回流轨的直流第三轨供电形式（包括车辆段）以及无人驾驶系统。车站设置了高站台门。

## 车辆
浦江线车辆以灰、白色为主色调。
| 名称   | 制造商             | 车辆编组 | 制造年代  | 车辆总数          | 昵称         |
| ------ | ------------------ | -------- | --------- | ----------------- | ------------ |
| APM300 | 中车南京浦镇庞巴迪 | 4节L车   | 2016-2017 | 11列(T0101-T0111) | 草鱼、小灰灰 |

### Innovia APM300
- 无人驾驶等级：GOA4
- 车头不设驾驶室。
- 车厢之间联通，但不可在连接通道处站立停留。
- 相比于普通的地铁A型车车门1440毫米的宽度，浦江线的车门加宽到了1980毫米，更有利于加快乘客上下车速度。

## 车站一覽

### 換乘站
- 8浦江沈杜公路 — 换乘8號线 站厅换乘

| 站名     | 里程 （米） | 站间距 （米） | 换乘路线 | 所在地 | 车站形式         | 开门方向注1 |
| -------- | ----------- | ------------- | -------- | ------ | ---------------- | ----------- |
| 沈杜公路 | 0           | -             | █ 8号线  | 闵行区 | 高架二层西班牙式 | 两侧        |
| 三鲁公路 | 1972        | 1972          | —        | 闵行区 | 高架二层侧式     | 右侧        |
| 闵瑞路   | 2985        | 1013          | —        | 闵行区 | 高架三层侧式注2  | 右侧        |
| 浦航路   | 3761        | 776           | —        | 闵行区 | 高架三层侧式注2  | 右侧        |
| 东城一路 | 4943        | 1182          | —        | 闵行区 | 高架三层侧式注2  | 右侧        |
| 汇臻路   | 6293        | 1350          | —        | 闵行区 | 高架三层岛式     | 左侧        |

- 注1：相对列车运行方向而言。
- 注2：本站上下行付费区内不连通。

## 时刻表
更新日期：2020年

### 首末班车时刻表
| 车站名称 | 首班车         | 首班车         | 末班车         | 末班车         |
| 车站名称 | 汇臻路方向 ↓   | 沈杜公路方向 ↑ | 汇臻路方向 ↓   | 沈杜公路方向 ↑ |
| -------- | -------------- | -------------- | -------------- | -------------- |
| 沈杜公路 | 06:00          | 05:51 （到达） | 22:30          | 22:21 （到达） |
| 三鲁公路 | 06:03          | 05:48          | 22:33          | 22:18          |
| 闵瑞路   | 06:05          | 05:46          | 22:35          | 22:16          |
| 浦航路   | 06:07          | 05:44          | 22:37          | 22:14          |
| 东城一路 | 06:09          | 05:42          | 22:39          | 22:12          |
| 汇臻路   | 06:12 （到达） | 05:40          | 22:42 （到达） | 22:10          |

### 列车运行间隔
| 周一～周五（工作日） | 周一～周五（工作日） | 周一～周五（工作日） |
| 时段                 | 间隔                 | 间隔                 |
| 时段                 | 沈杜公路—汇臻路      | 沈杜公路—汇臻路      |
| -------------------- | -------------------- | -------------------- |
| 早高峰               | 7:30～9:00           | 平均4分15秒          |
| 平峰                 | 9:00～18:00          | 平均10分钟           |
| 晚高峰               | 18:00～20:00         | 平均5分钟            |
| 其它                 | 其它                 | 平均10分钟           |
| 周六、周日（双休日） |                      |                      |
| 时段                 | 间隔                 | 间隔                 |
| 时段                 | 沈杜公路—汇臻路      |                      |
| 高峰                 | 7:30～20:00          | 平均10分钟           |
| 其它                 | 其它                 | 平均10分钟           |

## 沿革
- 2011年1月28日 8号线延伸线（航天博物馆站—汇臻路站）选线专项规划（调整）公示[11]
- 2013年4月10日 8号线三期项目报建[3]
- 2013年4月10日 8号线三期（沈杜公路站—汇臻路站）暨集运系统A线工程环境影响评价公示[12]
- 2013年9月27日 8号线三期（沈杜公路站—汇臻路站）暨集运系统A线工程环境影响评价第二次公示[13]
- 2013年12月25日 上海市环境保护局受理8号线三期工程环境影响报告书[14]
- 2014年4月29日 上海市环境保护局批复8号线三期工程环境影响报告书[15]
- 2014年7月11日 上海市轨道交通8号线三期暨集运系统（暂名）工程可行性研究报告批复[16]
- 2015年12月25日 汇臻路站开工建设
- 2017年5月3日 正式定名为浦江线[6]
- 2017年9月29日 正式进入全线运营跑图演练[17]
- 2018年3月15日 正式通过试运营评审[18]
- 2018年3月31日 通车试运营[19]
- 2020年10月1日至8日、17日、18日和24日、25日对高架桥梁走行面伸缩缝实施升级改造临时实行单线往返运营[20]

## 争议

### 开通时间
浦江线原定于2017年12月30日与9号线三期以及17号线同步开通，却因运营安全及设备调试原因推迟了3个月，直到2018年3月31日才开通。

### 运营
2018年12月起，早高峰只有7列车运营，间隔从开通时的3分20秒变为4分30秒，平峰只有3列车运营，间隔9~10分钟。由于混凝土轨道晃动较大，实际运营时速只有60km/h。

## 事故
2019年4月9日下午2时，受强对流天气影响，浦江线汇臻路站站外区间设备遭到雷击，造成该站道岔故障，并伴有异响、烟雾及火花现象。事发时现场无列车通行，未造成人员受伤。浦江线的列车服务亦因此受到影响，事发后列车限速运行，发车班次间隔延长至15分钟。事发后，运营单位迅速启动应急预案，通过调整运营交路确保列车的正常运营。下午2时37分，上海地铁官方微博发布消息称此次故障已经排除，全线运营已恢复正常。
2021年8月13日上午7时，浦江线因线路设备故障，导致运营延误。至上午10时，运营恢复。
2023年2月15日，浦江线因信号设备故障，一度全线停运。此后采取限速运营，车站现场实施限流，沿线地面公交短驳也同步开行。至上午9时50分，运营恢复正常。